# Flugplatz Toblach

i7
i11
i13
Der Flugplatz Toblach (ICAO-Code: LIVD) liegt auf dem Toblacher Feld bei Toblach in Südtirol, Italien. Es handelt sich um einen kleinen Militärflugplatz, der eingeschränkt auch von der allgemeinen Luftfahrt genutzt werden kann.

## Infrastruktur und Nutzung
Der Flugplatz befindet sich im Pustertal, unmittelbar südlich von Toblach und der hier vorbeiführenden Staatsstraße 49. Er verfügt über eine in West-Ost-Richtung verlaufende 900 Meter lange und 50 Meter breite Graspiste (10/28). Im Westen sind kleinere militärische Einrichtungen mit Hangars und einem Heliport. Der Flugplatz untersteht der italienischen Luftwaffe, die hier seit 1966 ein Flugplatzkommando (Distaccamento aeroportuale “Mario Pezzi”) sowie eine Ausbildungs- und Erholungseinrichtung (Villa Irma) unterhält. Genutzt wird der Flugplatz hauptsächlich als vorgeschobener Stützpunkt einer mit Hubschraubern ausgerüsteten Heeresflieger-Einheit aus Bozen.
Seit 2006 kann der Flugplatz von Mai bis Oktober an Wochenenden und Feiertagen oder nach Vereinbarung von der hier zugelassenen allgemeinen Luftfahrt mitbenutzt werden. Der örtliche Aeroclub ist für den zivilen Flugbetrieb am Platz zuständig. Im Winter dient der Flugplatz auch für Skilanglauf-Wettbewerbe.

## Geschichte
Im Ersten Weltkrieg wurde von den k.u.k. Luftfahrtruppen etwa einen Kilometer westlich von Toblach, bei Neunhäusern (⊙), ein Flugfeld eingerichtet und vorübergehend auch von einer Fliegerabteilung der Bayerischen Armee genutzt. Dieses Flugfeld wurde nach dem Krieg aufgegeben. Die Einrichtung des heutigen, südlich von Toblach gelegenen Flugplatzes wurde 1938 genehmigt. Während des Zweiten Weltkriegs diente der Militärflugplatz der Pilotenausbildung. In den ersten Nachkriegsjahren bemühte sich der Pilot und Unternehmer Furio Lauri um eine Wiederbelebung des Flugplatzes. Im Kalten Krieg stand wiederum die militärische Nutzung im Vordergrund. In den Jahren 1956 und 1957 entstanden in Toblach zwei kleine Heeresflieger-Einheiten, die jedoch 1976 vom 4. Heeresflieger-Regiment Altair in Bozen übernommen wurden. Seit dieser Zeit dient der Flugplatz Toblach nur noch als vorgeschobener Stützpunkt. Im Jahr 2005 beantragte der neu gegründete örtliche Luftsportverein die zivile Mitnutzung des Flugplatzes, was vom Militär und von der Luftfahrtbehörde ENAC auch genehmigt wurde.

## Bilder

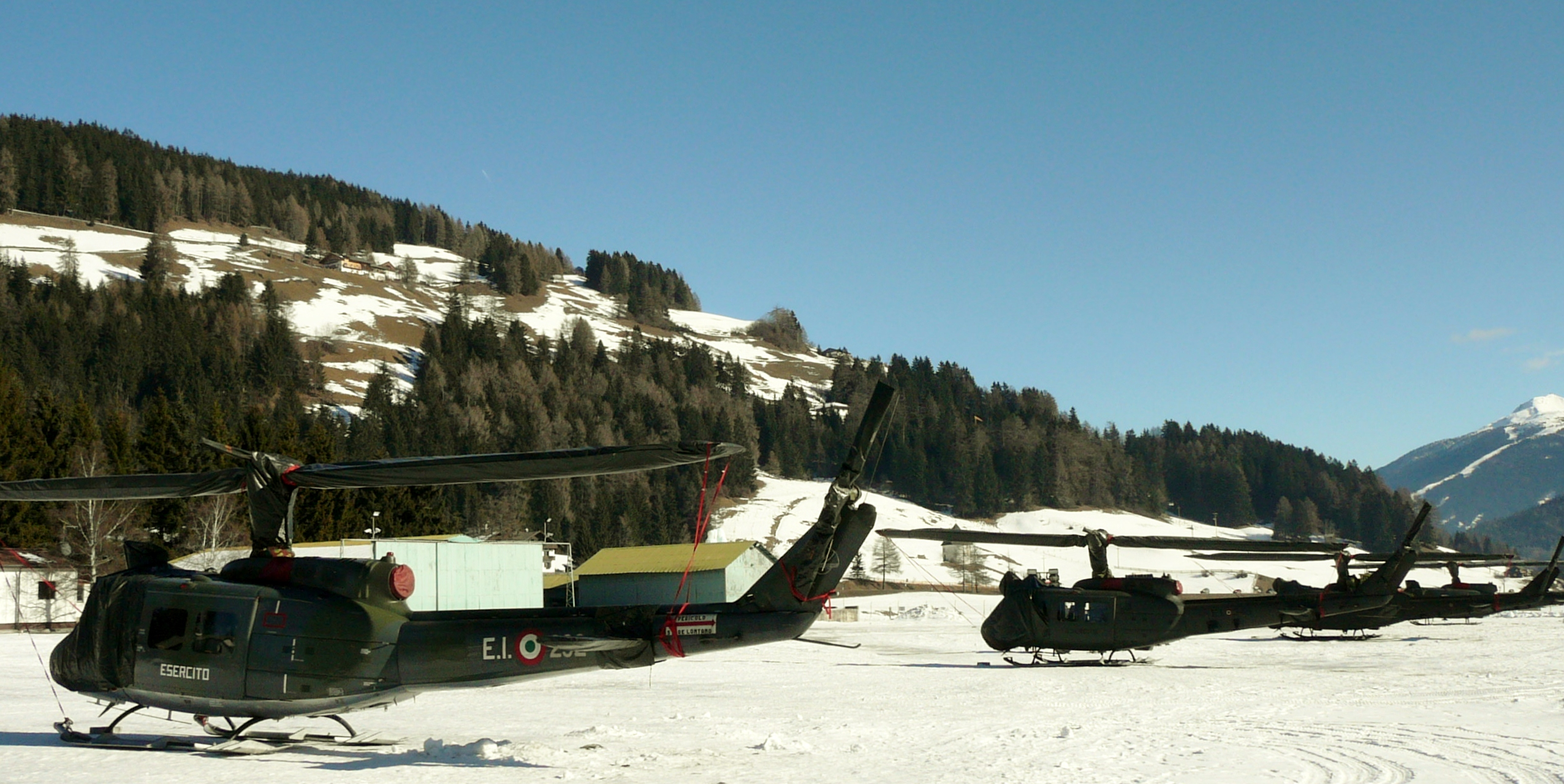
Helikopter auf dem Flugplatz Toblach
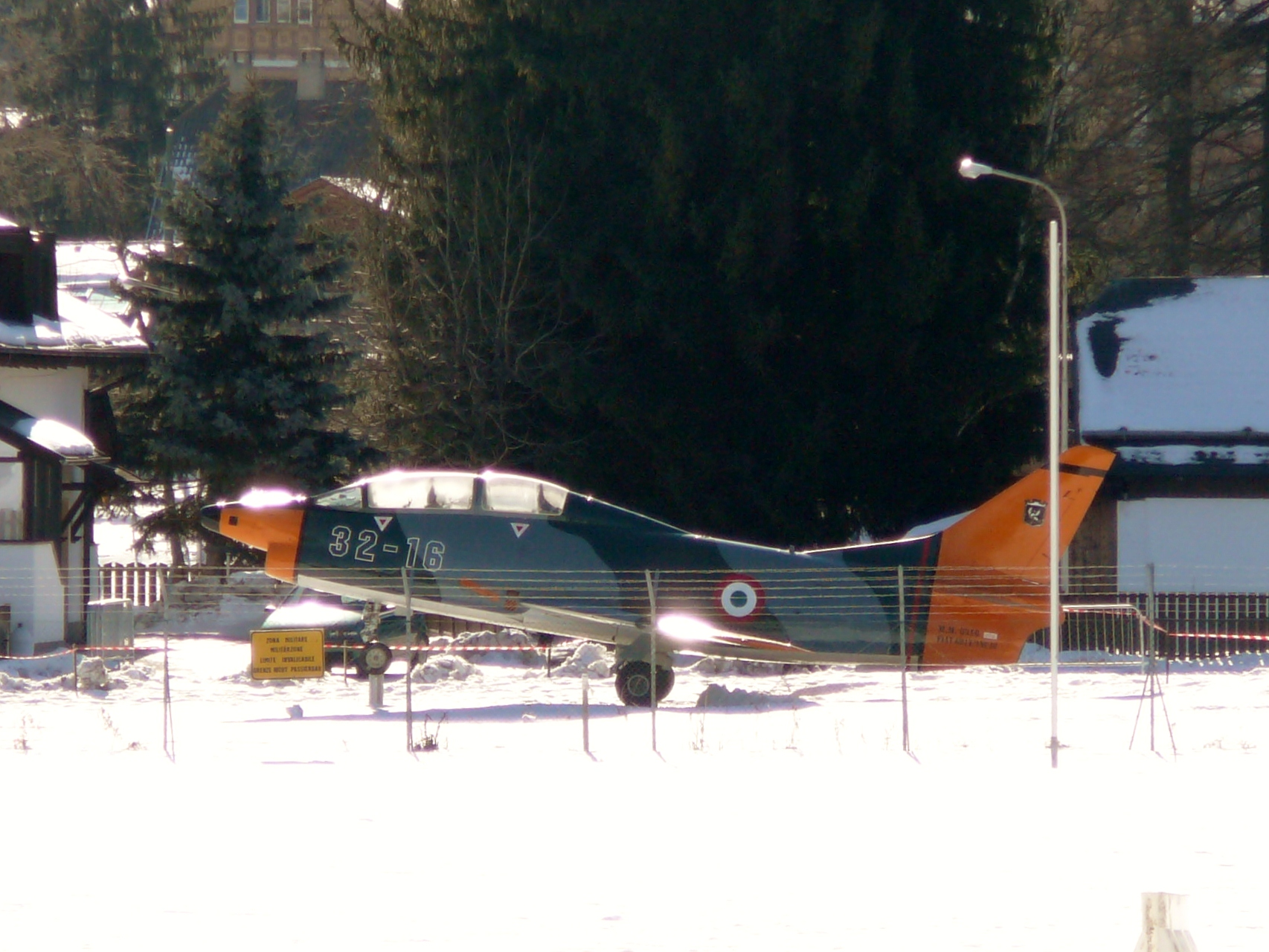
G.91T als Gate Guardian in Toblach
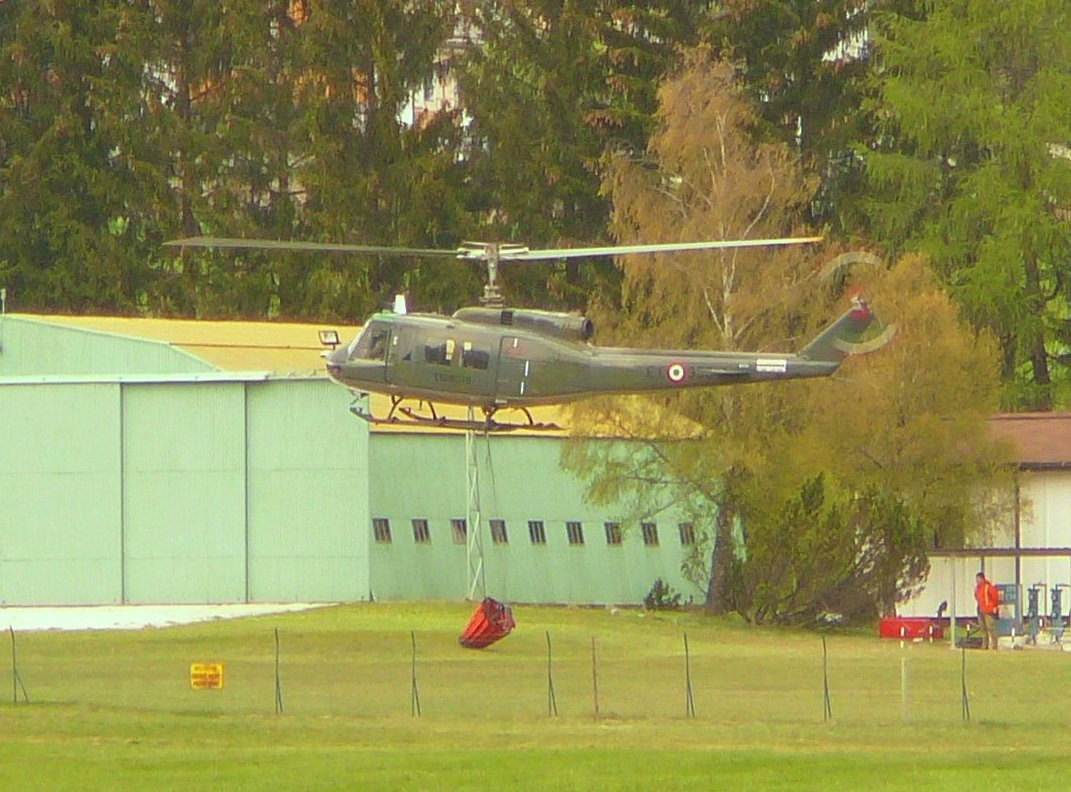
Militärhubschrauber vor Wartungshalle
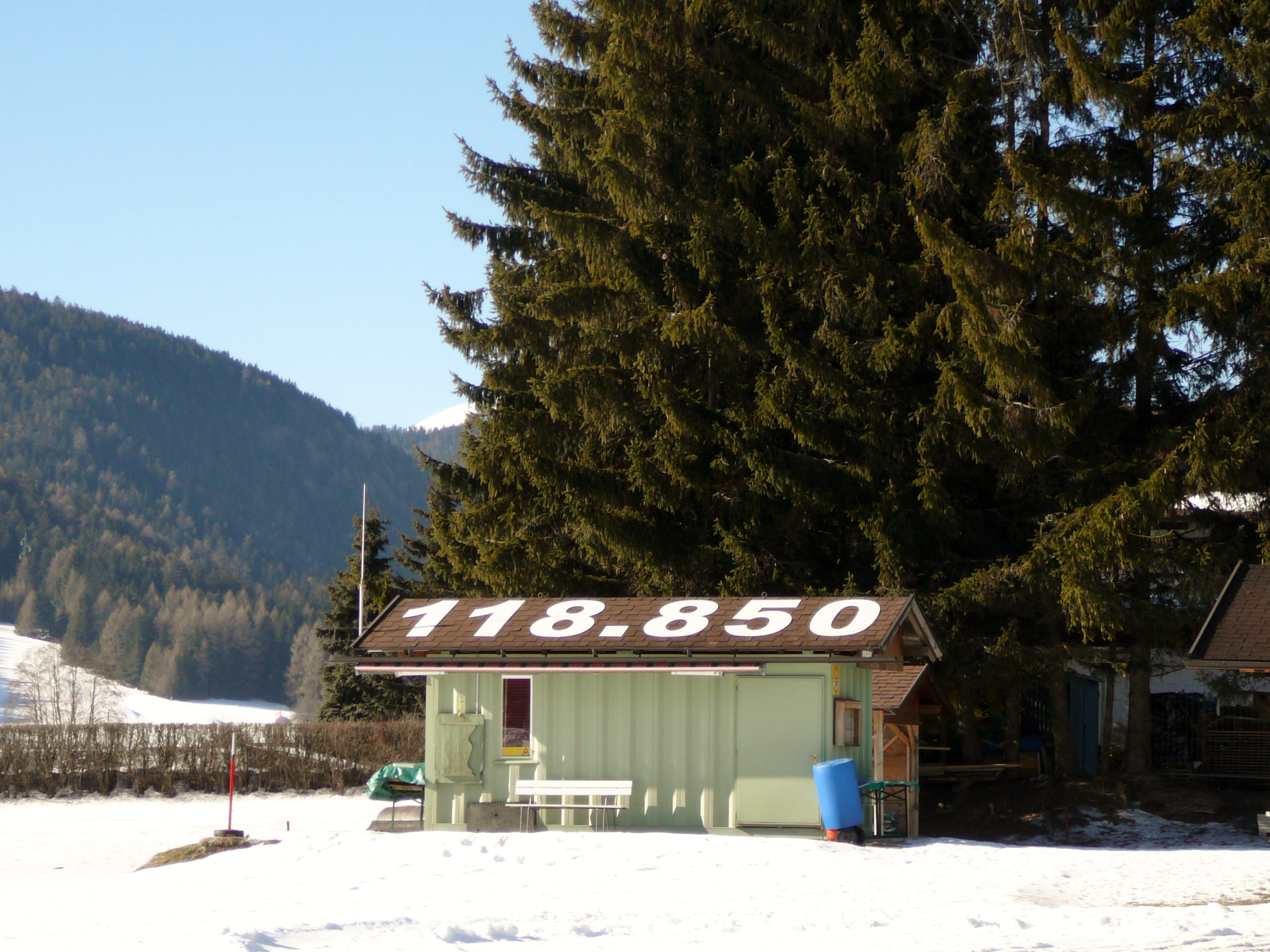
Die örtliche Flugfunkfrequenz 118.850